# Brabantse Pijl 2008
De 49e editie van de Brabantse Pijl vond plaats op 30 maart 2008. Voor de eerste maal werd deze wedstrijd gewonnen door een Fransman, Sylvain Chavanel. In totaal wisten 81 renners de eindstreep te bereiken.

## Uitslag
| Brabantse Pijl 2008 (192,7 km) |                     |                              |          |
| Plaats                         | Naam                | Ploeg                        | Tijd     |
| Winnaar                        | Sylvain Chavanel    | Cofidis                      | 4u44'38" |
| 2                              | Philippe Gilbert    | La Française des Jeux        | + 29"    |
| 3                              | Juan Antonio Flecha | Rabobank                     | + 37"    |
| 4                              | Giovanni Visconti   | Quick Step-Innergetic        | + 38"    |
| 5                              | Frederik Willems    | Liquigas                     | + 40"    |
| 6                              | Fabian Wegmann      | Team Gerolsteiner            | + 59"    |
| 7                              | Enrico Gasparotto   | Team Barloworld              | z.t.     |
| 8                              | Nick Nuyens         | Cofidis                      | z.t.     |
| 9                              | Grégory Rast        | Astana                       | + 1' 04" |
| 10                             | Nico Sijmens        | Landbouwkrediet-Tönissteiner | z.t.     |
|                                |                     |                              |          |
| 14                             | Karsten Kroon       | Team CSC                     | z.t.     |

1961 · 1962 · 1963 · 1964 · 1965 · 1966 · 1967 · 1968 · 1969 · 1970 · 1971 · 1972 · 1973 · 1974 · 1975 · 1976 · 1977 · 1978 · 1979 · 1980 · 1981 · 1982 · 1983 · 1984 · 1985 · 1986 · 1987 · 1988 · 1989 · 1990 · 1991 · 1992 · 1993 · 1994 · 1995 · 1996 · 1997 · 1998 · 1999 · 2000 · 2001 · 2002 · 2003 · 2004 · 2005 · 2006 · 2007 · 2008 · 2009 · 2010 · 2011 · 2012 · 2013 · 2014 · 2015 · 2016 · 2017 · 2018 · 2019 · 2020 · 2021 · 2022 · 2023 · 2024